# Learning Management System
Et  learning management system eller LMS er et kommunikationssystem til brug for undervisning på internettet.
Til IKT-understøttet og webbaseret e-learning bruges især en platform på nettet (LMS) til at kommunikere på. 
Et LMS kan ofte både håndtere e-learning kurser, blandet kurser og egentlige instruktørledede kurser. Processerne til at håndtere arbejdsopgaver og administration er ofte forskellige.
Et udbredt open source LMS til e-learning kurser er Moodle. Et almindeligt brugt LMS i folkeskolerne er  MinUddannelse.[kilde mangler]
Kommercielle udbydere omfatter en række danske nicheleverandører og større, typisk amerikanske, leverandører. De amerikanske leverandører kan for det meste håndtere alle typer uddannelsesforløb, ligesom de kan håndtere processer som karriereudvikling, performance management og målstyring. De fleste ERP-leverandører som SAP, Oracle og IBM har tillige LMS moduler, som ikke er så funktionsrige som systemerne fra fokuserede leverandører.
Den danske stat, ved Økonomistyrelsen, har i slutningen af 2007 gennemført et EU-udbud hvor målet er at der etableres en fælles LMS platform til alle medarbejdere i stat, regioner og kommuner.
E-learning Kurser på et LMS findes i standardudgaver og specialudviklet format. Formatet overholder oftest SCORM standarden. 